# Le Photographe (bande dessinée)
Pour les articles homonymes, voir Le Photographe.
Le Photographe est une série de bande dessinée documentaire créée par Emmanuel Guibert (scénario, dessin et couleurs), Frédéric Lemercier (couleurs et mise en page) et Didier Lefèvre (scénario et photographies), publiée chez Dupuis entre 2003 et 2006. Ce reportage a reçu plusieurs prix et distinctions.

## Synopsis
Le Photographe retrace le parcours d'une équipe de Médecins sans frontières entre le Pakistan et l'Afghanistan alors occupé par l'URSS, en 1986. Fondée sur le témoignage et les clichés de Didier Lefèvre, photographe à qui Médecins sans frontières avait demandé de réaliser un reportage, la série mêle dessin et photoreportage en noir et blanc. 
Au cours de ce « récit de guerre », le lecteur suit l'histoire à travers les yeux du photographe qui ne connaît rien au monde dans lequel il vient d'être parachuté. Les autres membres de l'équipe, qui ont tous au moins l'expérience d'une mission derrière eux, sont une aide précieuse pour Lefèvre qui les abreuve de questions et tombe petit à petit sous le charme de l'Afghanistan.

## Genèse de l'œuvre
Emmanuel Guibert et Didier Lefèvre se connaissent de longue date lorsqu'ils entreprennent la réalisation de cet ouvrage, à partir d'entretiens enregistrés et des quelque 15 000 clichés du photographe après sa mission en Afghanistan en 1986. Dès l'origine, les deux auteurs prévoient un ouvrage « hybride », format inédit à l'époque car dessins et photos ne s'étaient encore jamais « mêlés à part égales ». Après deux années de préparation, le dessinateur entreprend le storyboard, avec l'assistance de Frédéric Lemercier pour le montage et la mise en couleur. Cette collaboration sans précédent entre auteur de bande dessinée et reporter « conquiert aussitôt la critique comme le public ». Six ans après la publication du tome 1, l'édition en français représente 260 000 exemplaires vendus et des traductions ont paru dans environ douze langues.

## Publication

### Albums
- Tome 1,  coll. Aire libre, Dupuis, 2003  (ISBN 2-8001-3372-4)
- Tome 2,  coll. Aire libre, Dupuis, 2004  (ISBN 2-8001-3540-9)
- Tome 3,  coll. Aire libre, Dupuis, 2006  (ISBN 2-8001-3544-1) (contient aussi un DVD de 40 minutes tourné par un autre membre de l'équipe)
- Édition intégrale, coll. Aire libre, Dupuis, 2008  (ISBN 978-2-8001-4235-7)
- Conversations avec le photographe, Dupuis, coll. Aire libre, 2009  (ISBN 978-2-8001-4558-7)

## Distinctions
- 2004 : Prix des Libraires de Bande Dessinée pour le Tome 1[1]
- 2005 : Prix France Info de la Bande dessinée d’actualité et de reportage[3] pour le Tome 2
- 2007 : Globe de Cristal de la meilleure bande dessinée[1]
- 2007 : Co-lauréat Les Essentiels d'Angoulême pour le Tome 3[1]
- 2010 : Prix Eisner de la meilleure édition américaine d'une œuvre internationale